# تامیگا
تامیگا شهری در شهرستان تیکاره در استان بام در بورکینافاسوی شمالی است و جمعیت آن ۲۱۱ نفر است.